# Nagyfalusi Jenő
Nagyfalusi Jenő (Segesvár, 1901. augusztus 30. – Ukrajna, 1943. december 15.) költő, középiskolai tanár.

## Életútja
Nagyfalusi (Neumann) Mór (1873–1945) államvasúti hivatalnok és Zipzer Gizella (1876–1945) fia. Középiskolai tanulmányait a szegedi Piarista Gimnáziumban végezte, majd a pécsi Erzsébet Tudományegyetem bölcsészettudományi karának hallgatója lett, ahol 1926-ban német–francia szakos tanári oklevelet szerzett. Ezt követően állami ösztöndíjjal Svájcban és Franciaországban járt. Miután hazatért, a Lázár Piroska Leánygimnáziumban tanított. Szerkesztette a Symposion című folyóiratot, majd a Kronos könyvsorozatot, amelyben a haladó szellemű természettudósok művei jelentek meg. Munkaszolgálatosként került a keleti frontra, ott hunyt el. Bátyja és szülei a holokauszt áldozatai lettek. Juhász Gyula fedezte fel. Eleinte a Nyugat köréhez, később a baloldali szocialista írókhoz tartozott, kapcsolatban állt a Szocialista Képzőművészek Csoportjával is.
Felesége Rubinstein Erzsébet (1903–?) középiskolai tanárnő volt, Rubinstein Benő és Weisz Berta lánya, akit 1932. szeptember 7-én Budapesten vett nőül. 1939-ben elváltak.

## Fontosabb művei
- Az isten derengése (versek, Budapest, 1924)
- A jegenyék szava: pacsirták az éjben: dalok a napszállatról (versek, Szeged, 1924)
- A tudat, vallás és történelem kezdetei (tanulmány, Budapest, 1937)
- Van Gogh (tanulmány, Budapest, 1938)

### Műfordításai
- Grafton Elliot Smith: Kezdetben: a civilizáció eredete (Budapest, 1936)
- Grafton Elliot Smith: Az árja kérdés (Budapest, 1936)
- Vere Gordon Childe: Fejlődés a természetben és a társadalomban (Budapest, 1937)
- Francis Donald Klingender: A modern művészet : tartalom és forma a modern művészetben (Budapest, 1938)